# Gerhard Krammer
Gerhard Krammer (* 3. September 1965 in Oberwart/Burgenland) ist ein österreichischer Komponist.

## Leben
Gerhard Krammer ist in Jabing/Burgenland aufgewachsen, wo er auch seine erste Schulausbildung erhielt. Anschließend besuchte er das Gymnasium Oberschützen, welches er im Jahr 1984 mit der Matura abschloss. Bereits im Jahr 1979 begann er ein Studium in den Fächern Orgel und Kirchenmusik an der Expositur Oberschützen der Universität für Musik und darstellende Kunst Graz.
Dem schloss sich ein Studium der Musikpädagogik und Germanistik an der Karl-Franzens-Universität Graz an.
Seit dem Jahr 1996 ist Krammer künstlerischer Geschäftsführer des Kinder- und Familienkulturfestivals Burg Forchtenstein Fantastisch. In den Jahren von 1998 bis 2000 war er Präsident des Vereins Komponisten und Interpreten im Burgenland - KIBu. Seit dem Jahr 1989 ist er als freier Mitarbeiter im ORF-Landesstudio Burgenland, Radio und Fernsehen, tätig und seit 2017 künstlerischer Leiter des Klangfrühlings auf Burg Schlaining. Im Dezember 2021 wurde bekannt, dass er als Nachfolger von Tibor Nemeth ab 1. Februar 2022 die Leitung des Joseph-Haydn-Konservatorium des Landes Burgenland übernehmen soll.
Gerhard Krammer ist mit der venezianischen Malerin Claudia Zuriato verheiratet und lebt sowohl im Burgenland, als auch zeitweise auf der venezianischen Insel(gruppe) Giudecca.

## Auszeichnungen
- 1983: Großer Österreichischer Jugendpreis[1][3]
- 1989: Gewinner des Jeunesse-Wettbewerbes Komponisten auf der Spur[1][3]
- 1993: Preis der Burgenlandstiftung[1][3]
- 1993: Burgenländischer Umweltpreis[1][3]
- 1995: Landesnachwuchsstipendium des Landes Burgenland für Komposition[1][3]
- 2000: 1. Preis beim Kompositionswettbewerb des Landes Burgenland (Orchester)[1][3]
- 2002: Förderpreis der Burgenlandstiftung[1][3]
- 2007: 1. Preis beim Kompositionswettbewerb Theo Kery[1][3]
- 2007: Jenö Takács Kompositionspreis[1][3]

## Werke (Auswahl)

### Ensemblemusik
- Three – für Violine, Viola und Violoncello (1990)[7]
- Fabelstück 2 – nach La Fontaine (1991)[7]
- Fabelstück 1 – nach Franz Kafka (1992)[7]
- ...parait de rien... – für Cello und Klavier (1997)[7]
- nord-süd-klanggefälle – für Klavier, Cello und Live-Elektronik (2004)[7]
- Rotes Fest – für Solostimmen (2004)[7]
- Schnee – Duo für Gitarre und Klavier (2013)[7]
- Pangaea – Trio für Klavier, Violine und Violoncello (2016)[7]

### Solomusik
- One – für Flöte solo (1990)[7]
- Dialog – für Klavier solo (1995)[7]
- Seven Wintertales – für Klavier solo (1996)[7]
- landscapes – für Klavier (1997)[7]
- Crash-Suite – für Gitarre solo (1998)[7]
- Lethe - Entdächtnis – für Orgel (1998)[7]
- Gegendwart 3 – für Klavier solo (2003)[7]

### Film- und Bühnenmusik
- Musik zu Unger Stahlbau (Industriefilm) (1992)[7]
- Karius und Baktus – Theatermusik (1998)[7]
- Höhlen, Löcher, Fledermäuse – Filmmusik (1998)[7]
- Der Ritter von Mirakel – Theatermusik (1998)[7]
- Julia im Weihnachtsland – Theatermusik (1999)[7]
- Der Bauer als Millionär – Theatermusik (2000)[7]
- Der Bürger als Edelmann – Theatermusik (2001)[7]
- Exzellent im Export – Musik zum Film (2001)[7]
- Einen Jux will er sich machen – Theatermusik (2002)[7]
- Fledermäuse im Burgenland – Musik zum Film (2003)[7]
- Auf dem Rücken der Pferde – Musik zum Film (2003)[7]
- Der Arzt der Armen – Musik zum Film (2003)[7]
- Fledermäuse im Burgenland – Musik zum Film (2003)[7]
- Grenzreise – Musik zum Film (2004)[7]
- Rund ums Rad – Musik zum Film (2004)[7]
- Mein Burgenland – Musik zum Film (2004)[7]